# Лоза (Германия)

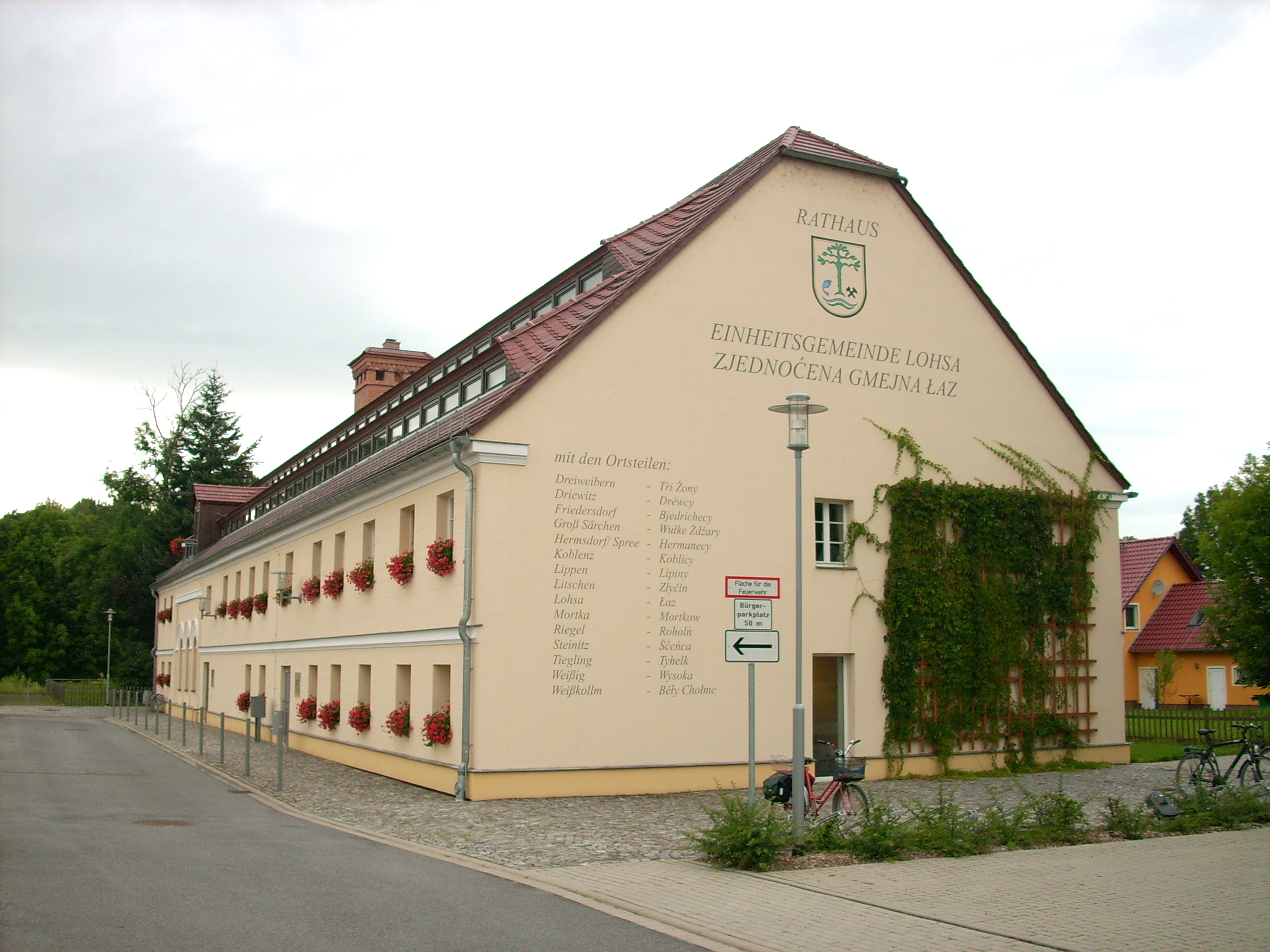
Здание Совета коммуны

Лоза или Лаз (нем. Lohsa; в.-луж. Łaz) — деревня и община в Германии, в земле Саксония. Подчиняется административному округу Дрезден. Входит в состав района Баутцен. Население общины составляет 5744 человека (на 31 декабря 2010 года). Занимает площадь 124,60 км².
Входит в состав культурно-территориальной автономии «Лужицкая поселенческая область», на территории которой действуют законодательные акты земель Саксонии и Бранденбурга, содействующие сохранению лужицких языков и культуры лужичан. Официальным языком в населённом пункте, помимо немецкого, является лужицкий.

## Населённый пункт

### География
Находится в южной части района Лужицких озёр между искусственными озёрами: на севере — Тшижонянское озеро, на востоке — четыре пруда Гат-1, Гат-2, Гат-3 и Гат-4, на юго-западе — Слеборное озеро и на западе — Мортковское озеро. Через деревню проходит железнодорожная линия и автомобильная дорога S 108.
Соседние населённые пункты: на севере — деревня Белы-Холмц и на юге — деревня Злычин.

### История
Впервые упоминается в 1343 году под наименованием Lose.
Исторические немецкие наименования
- Lose, 1343
- Hannos Panwicz czum Losse gesessen, 1397
- Lasen, 1399
- Laze, 1416
- Lasse, 1416
- Loße, 1535

### Население
Официальным языком в населённом пункте, помимо немецкого, является также верхнелужицкий язык.
Согласно статистическому сочинению «Dodawki k statisticy a etnografiji łužickich Serbow» Арношта Муки в 1884 году в деревне проживало 467 человека (из них — 432 серболужичанина (93 %)).
Лужицкий демограф Арношт Черник в своём сочинении «Die Entwicklung der sorbischen Bevölkerung» указывает, что в 1956 году при общей численности в 1984 человека серболужицкое население деревни составляло 37,3 % (из них верхнелужицким языком владело 505 взрослых и 235 несовершеннолетних).
| 1825 | 1871 | 1885 | 1905 | 1925 | 1939 | 1946 | 1950 | 1964 | 1990 | 2000 |
| ---- | ---- | ---- | ---- | ---- | ---- | ---- | ---- | ---- | ---- | ---- |
| 408  | 444  | 460  | 481  | 569  | 1200 | 1498 | 1641 | 2236 | 2059 | 4657 |

## Сельские округа коммуны
- Вайсиг (Wysoka)
- Вайсколльм (Běły Chołmc)
- Грос-Зерхен (Wulke Ždźary)
- Драйвайберн (Tři Žony)
- Дривиц (Drěwcy)
- Кобленц (Koblicy)
- Липпен (Lipiny)
- Личен (Złyčin)
- Лоза (Łaz)
- Мортка (Mortkow)
- Ригель (Roholń)
- Тиглинг (Tyhelk)
- Фридерсдорф (Bjedrichecy)
- Хермсдорф (Hermanecy)
- Штайниц (Šćeńca)